# Upper Beaver Meadows Trail
L'Upper Beaver Meadows Trail est un sentier de randonnée américain dans le comté de Larimer, au Colorado. Il est situé au sein du parc national de Rocky Mountain, où il parcourt une prairie.